# Charles de l'Assomption
Charles de Bryas (1625-1686), connu sous le nom de Charles de l'Assomption ou le pseudonyme de Germanus Philalethes Eupistinus, est un carme déchaux wallon, dont les écrits s'opposent au jansénisme et font l'apologie de la communion eucharistique fréquente.

## Biographie

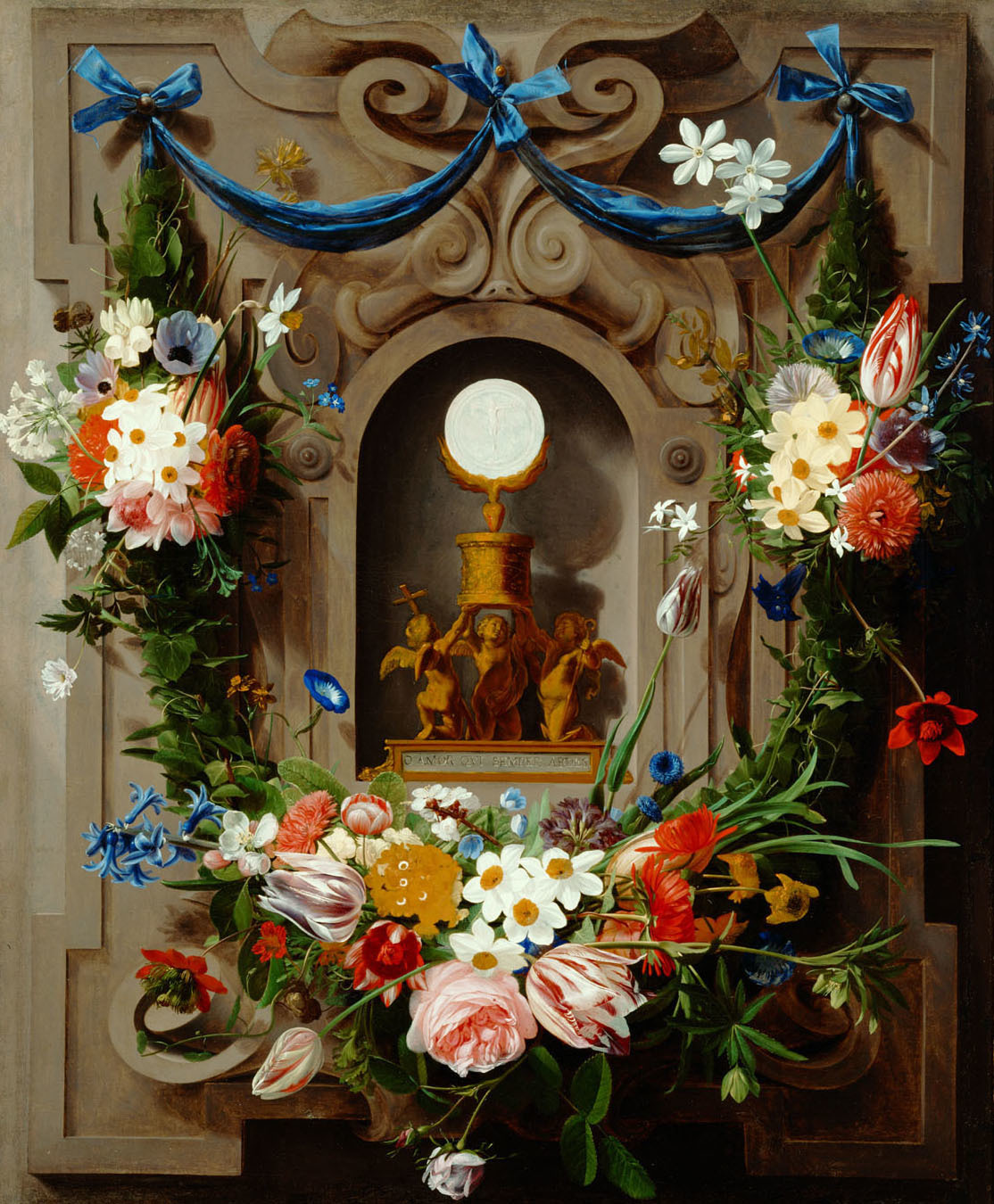
Exaltation de l'Eucharistie (par Jan Anton van der Baren)

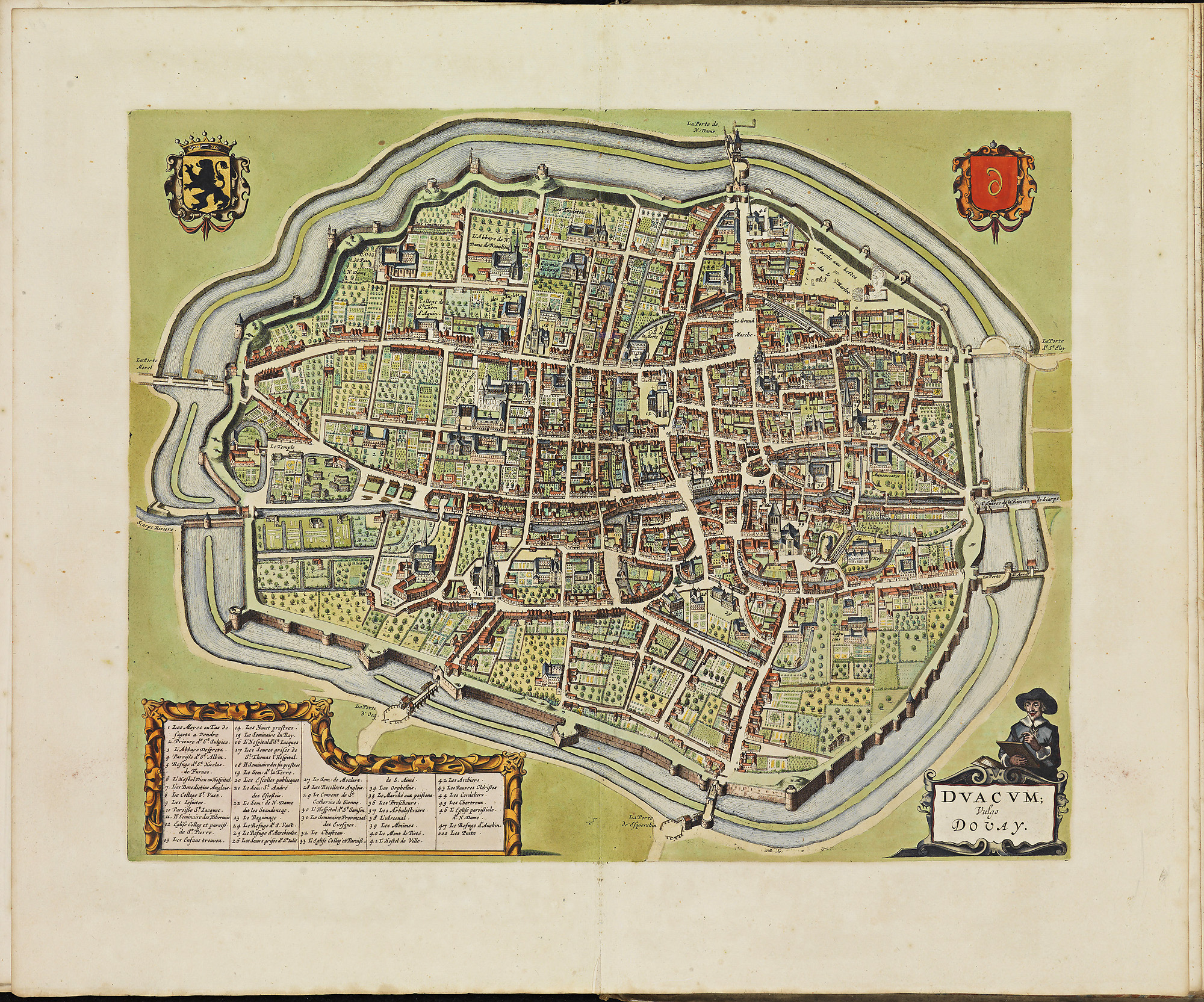
Plan de Douai au XVIIe siècle (Atlas de Wit)

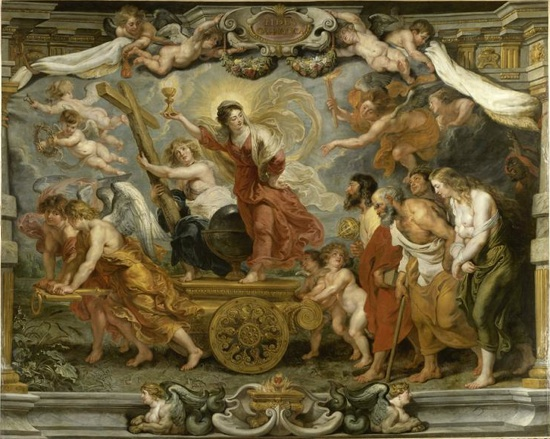
Allégorie baroque (par Rubens)

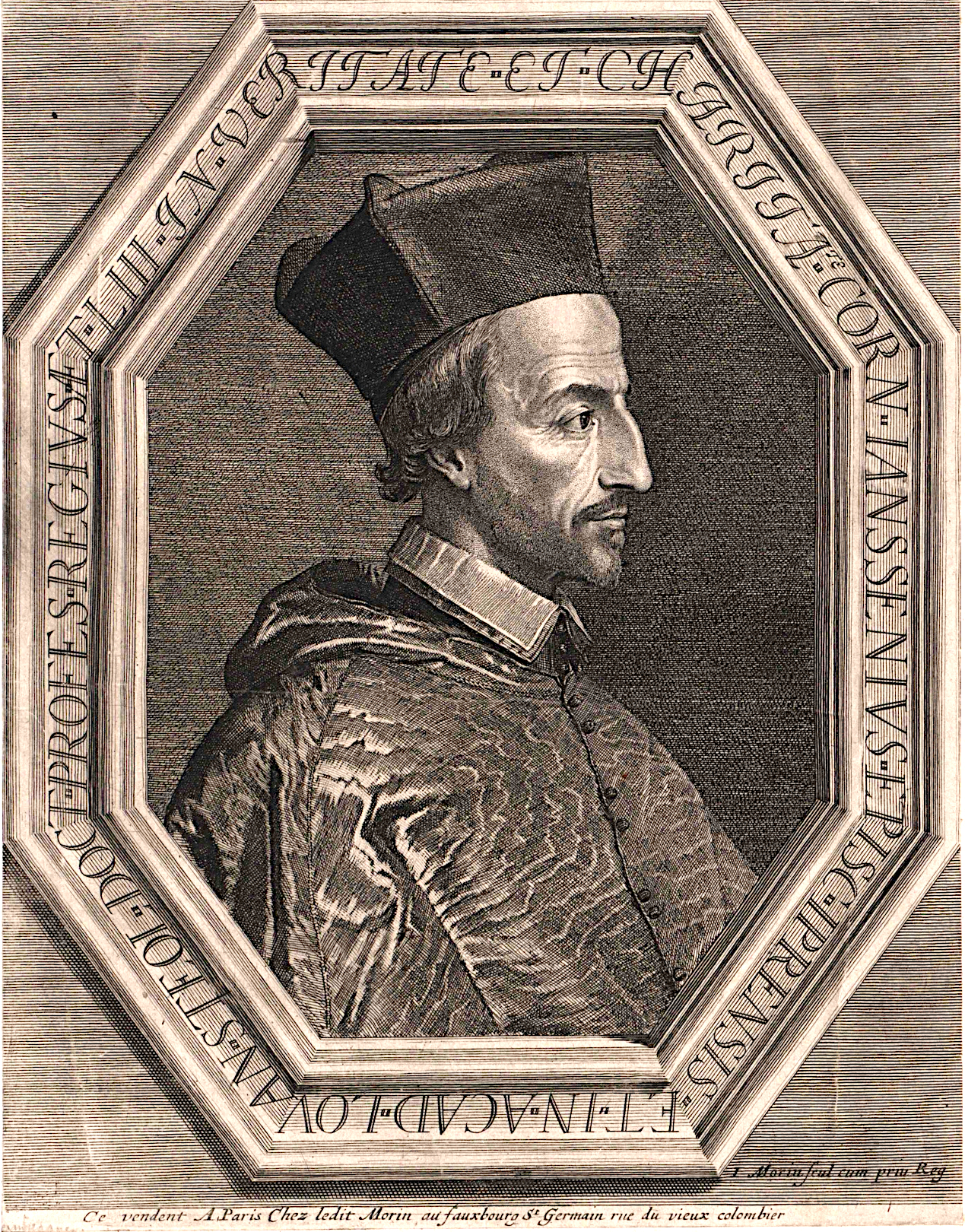
Jansénius

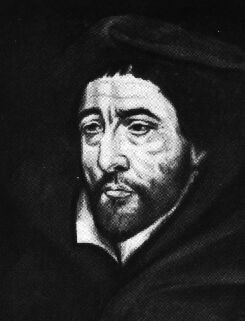
Baius

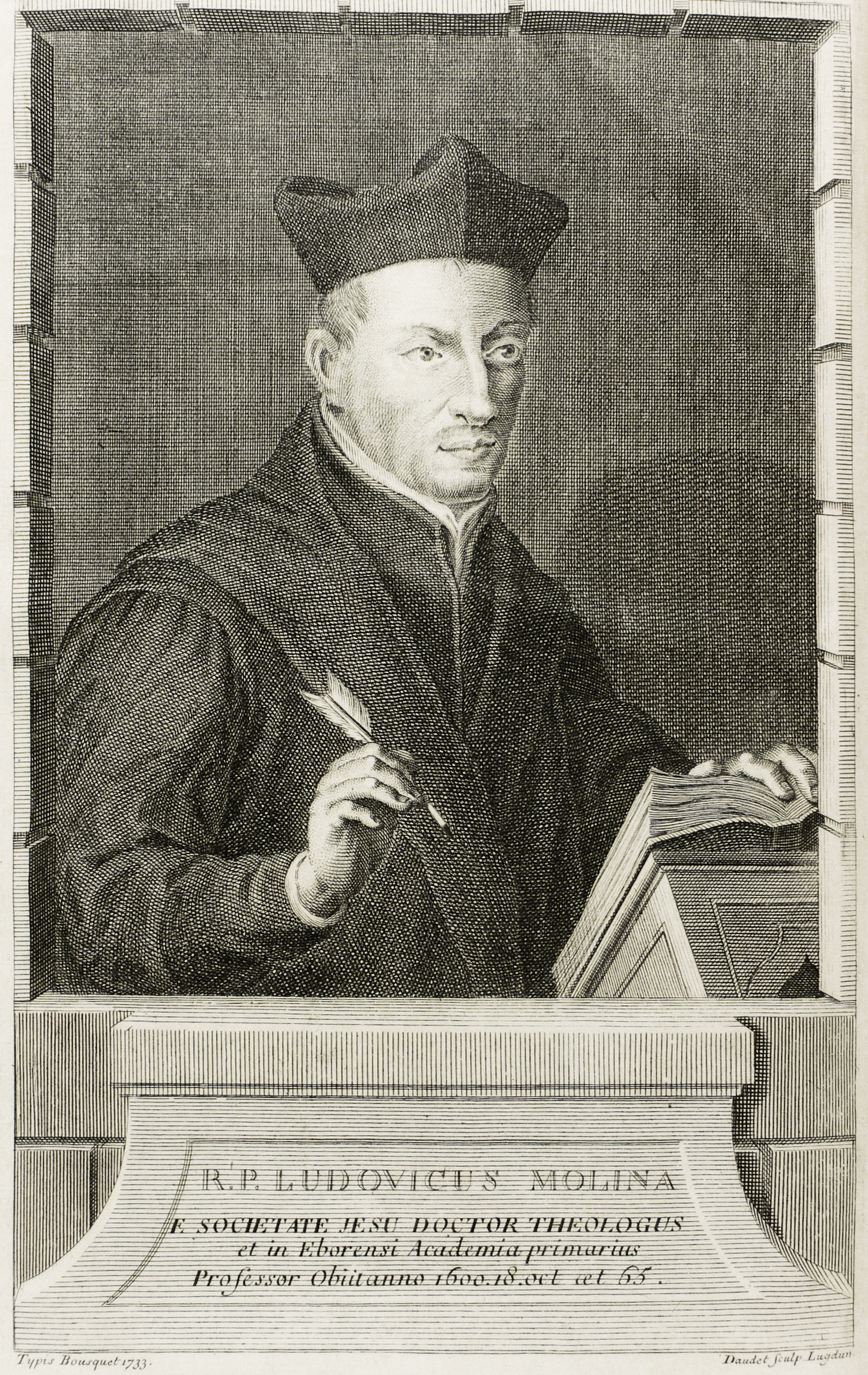
Molina

Charles de Bryas est né à Saint-Ghislain en 1625. Il est le fils de Charles de Bryas, gouverneur de Mariembourg à l'époque des Pays-Bas espagnols. Il opte pour la carrière militaire, devenant chef et mestre de camp de douze compagnies d'infanterie wallonne. 
Après la mort de son oncle, le marquis de Molinghem, il renonce à la carrière des armes et entre au couvent des carmes déchaussés de Douai, où il prend le nom de Charles de l'Assomption. Une fois ses études de théologie achevées, il adresse au général de l'Ordre son souhait de suivre un stage à Rome pour devenir missionnaire en Perse, mais sa requête est rejetée. La congrégation d'Italie, à laquelle appartenaient les déchaux belges, avait en effet initié une mission à Ispahan en 1607. Demeuré dans sa patrie, Charles enseignera la théologie à Douai, où il sera nommé successivement prieur, définiteur et provincial vers 1679. Il décède dans cette ville, le 23 février 1686.

## Postérité
Ayant reçu une éducation militaire et disposé à affronter les difficultés des missions lointaines, Charles de l'Assomption aura mis au service de la théologie et de la pastorale un tempérament résolument combattif, puisque tous ses ouvrages s'inscrivent dans le contexte de la polémique contre le jansénisme. Sur ce terrain, non content de critiquer les théologiens contemporains, il affronte à plusieurs reprises l'évêque de Tournai, Gilbert de Choyseul, à travers des textes qu'il prend soin de publier également en français. Il entend particulièrement lutter contre le rigorisme au confessionnal. En effet, les délais excessifs portés à accorder l'absolution nuisent à la communion fréquente, une pratique plus conforme à l'idéal mystique carmélitain, comme l'indiquent, à la même époque, les œuvres d'un autre déchaux wallon, Alexandre Roger (Juste de l'Assomption). Opposé à la doctrine de la prédestination, Charles ne s'avère pas pour autant suspect de molinisme. De fait, il s'appuie sur les autorités traditionnelles d'Augustin d'Hippone et Thomas d'Aquin, pour renvoyer dos à dos Jansénius, Baius et Luis de Molina. Mais cette pugnacité comporte des risques : publié sans approbation ni permission, et adressé directement au pape Innocent XI, le Pentalogus diaphoricus a été condamné au feu par le général des carmes, le 3 février 1679, et mis à l'Index, le 3 avril 1685. On ne prend pas impunément comme nom de plume, « le Germain ami de la vérité et de la bonne foi ».

### Œuvres
- Auctoritas contra prædeterminationem physicam pro scientia media cum brevi historia complectente ortum, pugnas et palmas ejusdem scientiæ mediæ, inter acres viginti annorum impugnationes feliciter propugnatæ, auctore Germano Philalethe Eupistino, Douai, Jean Batté, 1669.
- Scientia media ad examen revocata per Germanum Philalethem Eupistinum, s. l., 1670.
- Thomistarum triumphus, id est, sanctorum Augustini et Thomæ, gemini Ecclesiæ solis, summa concordia circa scientiam mediam, naturam puram aut duplicem Dei amorem, libertatem, contritionem, et probabilitatem, per Germanum Philalethem Eupistinum, Tome I, Douai, 1670, vol. in-4°. Réimpression avec additions à Douai, Balthazar Bellerus, 1672.
- De libertate et contritione SS. Augustini et Thomæ, gemini Ecclesiæ solis, tutissima et inconcussa dogmata per Germanum Philalethem Eupistinum, Douai, Balthazar Bellerus, 1671, vol. in-12, 473 pp.
- Thomistarum triumphus, id est, sanctorum Augustini et Thomæ, gemini Ecclesiæ solis, summa concordia circa scientiam mediam, naturam puram aut duplicem Dei amorem, libertatem, contritionem, et probabilitatem, per Germanum Philalethem Eupistinum, Tome II, Douai, Balthazar Bellerus, 1673.
- Thomistarum triumphus, id est, sanctorum Augustini et Thomæ, gemini Ecclesiæ solis, summa concordia circa scientiam mediam, naturam puram aut duplicem Dei amorem, libertatem, contritionem, et probabilitatem, per Germanum Philalethem Eupistinum, Tome III, Douai, Balthazar Bellerus, 1674.
- Funiculus triplex, quo necessitas angelici luminis D. Thomæ ad veram S. Augustini intelligentiam insolubiliter stringitur, adversus Baium, Molinam et Jansenium per Carolum ab Assumptione, Carmelitam excalceatum, in collegio suo Duaceno nuper lectorem, nunc et semper Germanum Philalithem Eupistinum, Cambrai, Gaspar Mairesse, 1675, vol. in-4°. Cet ouvrage forme la suite du De libertate.
- Pentalogus diaphoricus, sive quinque differentiarum rationes, ex quibus rerum judicatur de dilatione absolutionis, ad mentem gemini Ecclesiæ solis, SS. Augustini et Thomæ, ad examen S. P. N. Innocentio XI oblatus, s. l., s. d., vol. in-8°.
- Le vérité opprimée parlant à l’illustrissime at révérendissime seigneur évêque de Tournai par la plume du P. Charles de l’Assomption, s. l., s. d., vol. in-8°, 48 pp.
- Lettres d’un théologien de Flandre à Mgr l’illustrissime et révérendissime évêque de Tournai, s. l., s. d., vol. in-8°.
- Elucidatio circa usum absolutionis consuetudinariorum et recidivorum secundum doctrinam S. Thomæ, cum tribus regulis pro frequenti communione, Liège, 1682, vol. in-8°.
- Eclaircissement touchant l’usage de l’absolution des consuétudinaires et récidives, selon S. Thomas, le Soleil de l’Église, ..., Liège et Lille, François Fiévet, 1682, vol. in-8°, 688 pp. Traduction du précédent.
- Vindiciarum postulatio à Jesu Christo, peccatorum omnium pœnitentium et impœnitentium Redemptore, adversus rigoristas homines a sacro confessionis tribunali retrahentes, Liège, Arn. Bronckart, 1683, in-12, 210 pp.
- Explication donnée à Monseigneur l’évesque de Tournay par le F. Charles de l’Assomption.... pour lui rendre raison de sa doctrine de l’usage de l’absolution des pécheurs d’habitude contre la pratique des rigoristes qui retirent les pécheurs de la confession, s. l., s. d., vol. in-4°, 16 pp. Résumé en français du précédent.
- Lettre d’appellation du F. Charles de l’Assomption... à Monseigneur l’illustrissime et révérendissime évesque d’Arras, s. l., s. d., vol. in-4°.
- Défense de la pratique commune de l’Église, présentée au Roy, contre la nouveauté des rigoristes sur l’usage de l’absolution, par le R. P. Charles de l’Assomption, Cambrai, Gaspar Mairesse, 1684, vol. in-4°, 98 pp.

### Études
- Académie royale de Belgique, Bryas (Charles de), in Biographie nationale de Belgique.
- Eug. De Seyn, « De Bryas (Charles) », Dictionnaire biographique des Sciences, des Lettres et des Arts en Belgique, Bruxelles, Editions L'Avenir, t. I,‎ 1936, p. 215.